# Antoni (Miedwiediew)
Antoni, imię świeckie Artiemij Siergiejewicz Miedwiediew (ros. Артемий Сергеевич Медведев; ur. 5 lipca 1908 w Wilnie, zm. 23 września 2000 w Jordanville) – białogwardzista, rosyjski duchowny prawosławny, kapelan wojskowy podczas II wojny światowej w rosyjskich formacjach kolaboranckich w służbie Niemiec hitlerowskich, biskup Rosyjskiego Kościoła Prawosławnego poza granicami Rosji, biskup sydnejski i australijsko-nowozelandzki, arcybiskup San Francisco i zachodniej Ameryki.

## Życiorys
Ukończył Piotrowski Korpus Kadetów w Połtawie. Wstąpił do wojsk Białych gen. Antona I. Denikina. W połowie listopada 1920 wraz z oddziałami wojskowymi ewakuował się z Krymu do Gallipoli. Na emigracji zamieszkał w Królestwie SHS. Ukończył krymski korpus kadetów, a następnie studia leśne na Uniwersytecie Belgradzkim. W 1930 przystąpił do monasteru Miljkov w rejonie Belgradu. W 1932 został przyjęty do stanu mniszego. Od 1934 był hierodiakonem, zaś od 1938 hieromnichem. Po ataku wojsk niemieckich na Jugosławię w kwietniu 1941, wstąpił do nowo formowanego Rosyjskiego Korpusu Ochronnego. Pełnił funkcję kapelana wojskowego w 1. Pułku. Pod koniec 1944 odkomenderowano go do Sił Zbrojnych Komitetu Wyzwolenia Narodów Rosji. Po zakończeniu wojny przebywał w monasterze św. Hioba Poczajowskiego w Monachium. Następnie wyjechał do USA do monasteru Trójcy Świętej w Jordanville. Został ihumenem, a następnie archimandrytą w jurysdykcji Rosyjskiej Cerkwi Prawosławnej poza granicami Rosji. Tymczasowo kierował okręgiem Zachodniej Kanady. W 1955 objął probostwo Soboru Zaśnięcia Matki Bożej w Detroit. 16 listopada 1956 otrzymał chirotonię i wyjechał do Australii, gdzie pełnił funkcję biskupa Melbourne i wikariusza eparchii sydnejskiej i australijsko-nowozelandzkiej. W 1968 powrócił do USA, zostając arcybiskupem eparchii San Francisco i zachodniej Ameryki. Szczególną uwagę przywiązywał do pracy z młodzieżą i spraw cerkiewno-szkolnych. Od 1978 był członkiem Synodu Biskupów Cerkwi Zagranicznej.